# ピエーヴェ・フォシャーナ
ピエーヴェ・フォシャーナ（伊: Pieve Fosciana）は、イタリア共和国トスカーナ州ルッカ県にある、人口約2,200人の基礎自治体（コムーネ）。

## 地理

### 位置・広がり
ルッカ県北部、ガルファニャーナ地方 (it:Garfagnana) のコムーネ。

#### 隣接コムーネ
隣接するコムーネは以下の通り。括弧内のMOはモデナ県所属を示す。
- カンポルジャーノ
- カステルヌオーヴォ・ディ・ガルファニャーナ
- カスティリオーネ・ディ・ガルファニャーナ
- フォシャンドラ
- ピエヴェペーラゴ (MO)
- サン・ロマーノ・イン・ガルファニャーナ
- ヴィッラ・コッレマンディーナ

### 気候分類・地震分類
ピエーヴェ・フォシャーナにおけるイタリアの気候分類 (it) および度日は、zona E, 2448 GGである。
また、イタリアの地震リスク階級 (it) では、zona 2 (sismicità media) に分類される。

## 行政

### 分離集落
ピエーヴェ・フォシャーナには、以下の分離集落（フラツィオーネ）がある。
- Bargecchia, Capraia, Pellizzana, Pontardeto, Pontecosi, Sillico